# Komitat Kraszna

Das Komitat Kraszna als Teil des Fürstentums Siebenbürgen

Das Komitat Kraszna (ungarisch Kraszna vármegye) war eine Verwaltungseinheit (Gespanschaft bzw. Komitat) im Königreich Ungarn und im Fürstentum Siebenbürgen. Sein Gebiet umfasste 1148,8 km². Die Einwohnerzahl lag 1870 bei 62.714. Verwaltungssitz war bis zum Mongolensturm Kraszna (rumänisch Crasna, deutsch Krassmarkt), danach Valkóvára (rumänisch Sub Cetate) und ab 1445 Szilágysomlyó (rumänisch Șimleu Silvaniei, deutsch Schomlenmarkt).
Im Zuge der Verwaltungsreform von 1876 wurde das Komitat Kraszna in das Komitat Szilágy eingegliedert.

## Lage
Das Komitat Kraszna lag am oberen Flussverlauf der Kraszna und der Berettyó und wurde im Süden von den Siebenbürger Westkarpaten begrenzt. Der Großteil des ehemaligen Gebiets befindet sich heute im rumänischen Kreis Sălaj.

## Geschichte
Das Gebiet war zur Zeit der Landnahme der Ungarn dünn besiedelt, und von slawischen Stämmen bevölkert.
Die ungarischen Stämme, die sich ab 895 hier ansiedelten, errichteten keine dauerhaften Winterquartiere auf dem Gebiet des Komitats, sondern nutzten die Täler entlang des Berettyó zum Überwintern.
Erst ab dem 11. Jahrhundert wurden hier dauerhafte, winterfeste Siedlungen von Magyaren und Slawen errichtet. Das Komitat war eines der ersten, die gegründet wurden. Da damals auch eine Diözese errichtet wurde, wird vermutet, dass König Stephan I. selbst das Komitat gegründet hat.
Zwischen 1571 und 1876 war das Komitat Teil des Partiums und gehörte im Laufe der Jahre zum Fürstentum Siebenbürgen und zum Königreich Ungarn. Im Jahr 1876 wurde das Komitat aufgelöst und zusammen mit dem Komitat Közép-Szolnok in das Komitat Szilágy eingegliedert.

## Bevölkerung
Im Jahr 1870 hatte das Komitat Kraszna 62.714 Einwohner, von denen 36.882 (58,8 %) griechisch-katholisch, 17.719 (28,3 %) reformiert, 5.985 (9,5 %) römisch-katholisch, 2.042 (3,3 %) Juden und 86 sonstiger Weltanschauungen waren. 58,5 % waren ethnische Rumänen und 37,5 % Magyaren (Ungarn).